# Lara Álvarez

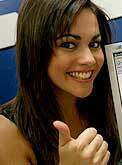
Lara Alvarez

Lara Álvarez (sinh ngày 29 tháng 5 năm 1986) là nữ phóng viên thể thao của truyền hình Tây Ban Nha. Cô có vẻ đẹp quyến rũ đầy nữ tính và được gọi là "Nữ phóng viên thể thao quyến rũ nhất hành tinh". Từ nhỏ, cô theo đạo Thiên chúa giáo và được gửi đến trong một trường Dòng, sau đó cô hướng nghiệp theo nghề báo chí, sau khi tốt nghiệp, cô trở thành một nữ phóng viên thể thao.
Cô từng là bạn gái của cầu thủ bóng đá Sergio Ramos nhưng sau đó nữa năm, cặp tình nhân này chia tay vì Ramos đã cặp bồ với Romina Belluscio. Lara Alvarez được tạp chí Telva bầu chọn là Nữ phóng viên quyến rũ nhất thế giới, cô đã vượt qua rất nhiều các ứng viên như Sara Cabornero (Tây Ban Nha), Ines Sainz (México), Mellisa Theuriau (Pháp), Ilaria D’Amico (Ý) để giành giải, với cách dẫn chương trình trẻ trung, dí dỏm, cùng với vẻ đẹp là những yếu tố giúp Lara ghi điểm trong cuộc bình chọn. Sau khi chia tay với Ramos, cô cặp bồ với phóng viên Dani Martinez của kênh Cuatro.